# Женчак, Ян Борисович
Ян Борисович Женчак (род. 15 октября 1983, Минск) — белорусский музыкант, вокалист, композитор, поэт, аранжировщик и музыкальный блогер. Наиболее известен как участник ВИА «Песняры» п/у Леонида Борткевича, группы «Лявоны» и БГА «Песняры».

## Биография
Ян Женчак родился 15 октября 1983 года в Минске. Заниматься вокалом и осваивать скрипку начал в 6 лет. Первый сценический опыт состоялся в составе фольклорного театра «Госціца». Учился в лицее при Академии музыки, колледже им. Ахремчика и училище им. Глинки по классу альта.
Поиски вакансии на место вокалиста в метал-группе приводят Яна в 16 лет в состав группы «Membranа», с которой записывается студийный альбом. Затем — участие в ещё нескольких метал-группах, в числе которых — «Планета» (позже — «Tryada»).
Во время учёбы на третьем курсе училища Ян уезжает работать в Бахрейн. Возвращение в Минск, спустя год (в 2004 году), совпадает с приглашением стать вокалистом вокально-инструментального ансамбля «Песняры» под управлением Леонида Борткевича. Работа в ансамбле длится 4 года.
После ухода из «Песняров» п/у Леонида Борткевича в 2008 году, Ян несколько лет поет в фолк-рок группе «Лявоны», параллельно работая над авторским проектом в стиле Progressive rock/Metal — In Search For (полноформатный альбом «Faith» (2009), мини-альбом Soul Inside (2011), сингл «IRA» (2015)). В 2009 году песня коллектива «Pij Da Dna» была отобрана для сборника Budzma The Best Rock / Budzma The Best Rock/New.
С 2009 года принимает участие в постановках Белгосфилармонии, таких как: «Дзень Максіма Багдановіча» (2009), «Гусляр» (2010), «Апокрыф» (2011), «Песня пра долю» (2012), «Люцыян Таполя» (2012).
В 2011 году вместе с другом Джорджом Некрасовым Ян создает акустический проект Outerplain. Вскоре Джордж уезжает за границу, а Ян начинает заново выстраивать состав группы, который дает старт новому проекту — группе Яnkey (сингл «Не спеши» (2014), полноформатный альбом «По эту сторону себя» (2015)).
В 2011—2015 годах Женчак являлся вокалистом группы Azazello.
В ноябре 2015 года Ян Женчак объявил о создании сольного проекта Yann Zhanchak и презентовал песню «Музыка супраць вайны», а 1 июня 2016 года вышел дебютный мини-альбом «Music stands up against war».
27 февраля 2018 года состоялась премьера первой части альбома In Search For - Atonement_Pt.1.
В 2018 году вошёл в качестве вокалиста в состав Белорусского государственного ансамбля «Песняры», где проработал до 2020 года.
В настоящее время продолжает творческую деятельность в проекте Yann Zhanchak и занимается музыкальным блогерством. На своём YouTube-канале Женчак профессионально рассказывает о вокале, делает обзоры на известные песни в стиле rock и metal, исполняет каверы, а также собственную музыку.

## Творчество

### Постановки Белгосфилармонии
- «Дзень Максіма Багдановіча» (2009)
- «Гусляр» (2010) — главная роль, Князь
- «Апокрыф» (2011) — главная роль, Музыка
- «Песня пра долю» (2012) — главная роль, Мужык
- «Люцыян Таполя» (2012) — главная роль, Люцыян Таполя

### Дискография

#### Ян Женчак
| 2016 | Мини-альбом | Music stands up against war |
| 2018 | Альбом      | Bring me to life            |

#### In Search For
| 2009 | Альбом    | Faith          |
| 2010 | EP-альбом | Soul Inside    |
| 2015 | Сингл     | IRA            |
| 2018 | Альбом    | Atonement_Pt.1 |

#### Яnkey
| 2013 | Макси-сингл | Не спеши            |
| 2015 | Альбом      | По эту сторону себя |

#### Azazello
| 2011 | Альбом | Преображение |
| 2013 | Альбом | MegaDream    |

#### «Лявоны»
| 2009 | Альбом | История продолжается |
| 2010 | Альбом | Спявай, Лявон        |

#### «Песняры» п/у Леонида Борткевича
| 2005 | Альбом | Не во сне ли |